# Râul Dușanca
Râul Dușanca sau Eleșteul Diaconului este un râu din România, afluent al râului Glavacioc. 